# Brevin Pritzl
Brevin Pritzl (De Pere, 9 ottobre 1996) è un cestista statunitense.

## Carriera
Dopo aver trascorso la carriera universitaria con i Wisconsin Badgers, il 26 luglio 2020 firma il primo contratto professionistico con il Tamiš Pančevo; nel 2021 si trasferisce nel campionato danese, legandosi al FOG Næstved. Il 23 aprile 2022 passa, con un annuale, al Lovanio Bears; il 26 giugno 2023 firma con i Crailsheim Merlins.